# ریوتارو اومنو
ریوتارو اومنو (انگلیسی: Ryutaro Umeno؛ زادهٔ ۱۷ ژوئن ۱۹۹۱) بازیکن بیس‌بال اهل ژاپن است.
وی در مسابقات کشوری و بین‌المللی در مجموع برندهٔ ۱ مدال طلا شده‌است.